# 郷試
郷試（きょうし、満洲語：ᡤᠣᠯᠣᡨ᠋ᠣᠮᡝ
ᠰᡳᠮᠨᡝᠮᠪᡳ、golotome simnembi）は、中国で行われた科挙の中の地方試験である。
唐や宋の時代には「郷貢」「解試」といった。明・清代では3年に一度、すなわち子・午・卯・酉の年の8月に省城で行われた。このため「秋闈」ともいう。3年に一度の正科のほかに新帝の即位など国家の慶事があったとき、特別に恩科と称して郷試が行われることもあった。
試験の際には、朝廷から正副の主考官が派遣され、四書五経・策問（時事論述）・八股文などを試験した。郷試の行われる場所を貢院という。合格者を挙人といい、首席合格者を解元といった。挙人となった者は中央で行われる会試の受験資格を与えられたほか、地方であれば官職に就くことも可能であった。
生員・貢生・監生に受験資格があったが、過失によって罷免された官吏・街頭芸人・妓館で働く者・父母の3年の喪が明けていない者は、受験を認められなかった。